# Julius Theodor Engel
Pour les articles homonymes, voir Engel.
Julius Theodor Engel, né le 15 janvier 1807 à Berlin et mort le 28 novembre 1864 à Bromberg, est un magistrat et homme politique prussien, membre du Parlement de Francfort de 1848 à 1849 et de la Chambre des représentants de Prusse de 1849 à 1853. 

## Biographie
Engel est né le 15 janvier 1807 à Berlin où il étudie le droit à partir de 1827. Après avoir poursuivi ses études à Rostock puis Heidelberg, il commence sa carrière après 1830 comme stagiaire (Referendar) puis assesseur à la Kammergericht (cour d'appel provinciale) de Berlin. Plus tard, il est nommé conseiller au tribunal municipal (Stadtgerichtsrat).
En 1848, il succède à Eduard Henning au Parlement de Francfort en tant que député de la 24e circonscription de la province de Prusse, représentant l'arrondissement de Thorn (de). Engel prend ses fonctions le 23 novembre et rejoint la fraction Casino (centre-droit). En mars 1849, il vote pour l'élection du roi de Prusse Frédéric-Guillaume IV comme empereur des Allemands puis, le 7 mai, quitte l'assemblée. 
Cette même année, il est élu à la Chambre des représentants de Prusse, où il siège jusqu'en 1853 dans les rangs des conservateurs libres. Par ailleurs, il occupe la fonction de conseiller au tribunal de district (Kreisgerichtsrat) à Kulm, dans le district de Marienwerder, de 1850 à 1853, puis celle de conseiller à la cour d'appel supérieure (Oberappellationsgerichtsrat) à Bromberg, où il meurt le 28 novembre 1864 à 67 ans.